# Jhon Solís Romero
Jhon Élmer Solís Romero (nascut el 3 d'octubre de 2004) és un futbolista professional colombià que juga com a migcampista al club Girona FC de La Liga.

## Primers anys de vida
Nascut a Guacarí, al departament del Valle del Cauca de Colòmbia, el més petit de tres germans, Solís va rebre el nom del seu pare, Jhon Élmer Sr.

## Carrera de club

### Atlético Nacional
Solís va desenvolupar la passió pel futbol gràcies al seu pare, que li comprava pilotes de futbol com a regals. Va començar la seva carrera amb l'equip local Racing de Guacarí, abans de ser fitxat per l'equip professional Atlético Nacional. També va representar el departament del Valle del Cauca al Campionat Nacional, però no va tenir gaire protagonisme a causa d'una lesió.
Després de guanyar el torneig nacional sub-17 amb l'Atlético Nacional el 2021, Solís va ascendir al primer equip l'any següent, participant en un grapat de partits abans de rebutjar ofertes de cessió al juliol d'altres clubs de la Categoria Primera A. Després d'acabar la temporada 2022 amb sis aparicions a la primera divisió, Solís va ser nomenat titular per al primer partit del 2023, i va impressionar quan l'Atlético Nacional va derrotar l'Once Caldas per 1-0 el 27 de gener. El seu bon inici de temporada va continuar, i va destacar per les seves actuacions en els primers partits de l'Atlético Nacional, i també es va vincular amb un traspàs al Porto portuguès.
El 24 de maig de 2023, amb el marcador de 0-0 contra el Melgar peruà a la Copa Libertadores, Solís va rebre una segona targeta groga just després del descans per endarrerir la tasca de banda. Tot i que l'Atlético Nacional va guanyar el partit per 1-0, Solís va rebre crítiques dels aficionats en línia, que no creien que les seves actuacions justifiquessin un lloc de titular a l'equip.

### Girona
L'1 de setembre de 2023, el Girona FC de La Liga va anunciar el fitxatge de Solís amb un contracte de cinc anys.

## Internacional
Solís ha representat Colòmbia a nivell sub-15 i sub-16.